# Цирус
Цирус (лат. cirrus — прамен) је врста високих облака. Називају се још и перјасто-праменасти. Настају смразавањем водене паре и њиховим преласком у ледене кристале. Састоје се од крупних кристала леда. Цируси имају нежну влакнасту структуру, беле су боје и свиластог сјаја, не праве сенку на Земљи. Различитих су облика — усамљени праменови, перјаста влакна, прамичци и сл. Развијају се на висинама од 8.000—9.000 метара.
Са површине Земље, цирусни облаци обично имају белу или светлосиву боје. Настају када се водена пара утечњава на висинама изнад 18.000 ft (5.500 m) у умереним регионима и изнад 21.000 ft (6.400 m) у тропским. Они настају и од изливања тропских циклона и од транзиција кумулонимбусних облака. Цирусни облаци такође стижу испред фронталних система повезаних са тим олујама, вероватно наговештавајући погоршање временских услова. Иако наговештавају долазак падавина, ови облаци сами стварају највише јесење траке, чији кристали леда испаравају у топлијем и сувљем ваздуху, не достижући ниво тла.
Цирусни облаци на млазном току могу да нарастају довољно дуго да се протежу преко континената, док остају само неколико километара дубоки.. Интеракција видљиве светлости са кристалима леда у њима производи, испод, оптичке феномене као што су сунчеви пси и ореоли. Познато је да цирус подиже температуру (због топлоте која се ослобађа када се водена пара смрзава) ваздуха испод главног слоја облака, у просеку за 10 °C (50 °F), када појединачна влакна постану толико широка да су практично неразлучива, једна од других, формирају слој високог облака који се зове циростратус. Конвекција на великим висинама може произвести још један висински род облака, цирокумулус, са патерном малих облака који садрже капљице прехлађене воде. Неки поларни стратосферски облаци могу личити на цирус, а ноћни облаци обично постају структурирани на сличан начин онима код цируса.

## Опис
Дебљина цирусних облака је од 100 m (330 ft) до 8.000 m (26.000 ft), са просечном дебљином од 1.500 m (4.900 ft) У просеку је присутно 30 кристала леда по литру (110 по галону), али то се креће од једног кристала леда на 10.000 литара (3,7 кристала леда на 10.000 америчких галона) до 10.000 кристала леда по литру (37.000 кристала леда) по америчком галону, разлика од осам редова величине. Величина сваког кристала леда је обично 0,25 милиметара, али се крећу од само 0,01 милиметара до неколико милиметара. Кристали леда у траговима су много мањи од оних у природном цирусном облаку, пошто су дужине око 0,001 милиметар до 0,1 милиметар. Температура цируса може варирати од −20 °C (−4 °F) до −30 °C (−22 °F).
Кристали леда у цирусним облацима имају различите облике поред различитих величина. Неки облици укључују чврсте стубове, шупље стубове, плоче, розете и конгломерате разних других типова. Облик ледених кристала је одређен температуром ваздуха, атмосферским притиском и презасићеношћу леда. Цируси у умереним регионима обично имају облике одвојене по типу: стубови и плоче имају тенденцију да буду на врху облака, док су розете и конгломерати обично близу основе. У северном арктичком региону, цирусни облаци имају тенденцију да се састоје само од стубова, плоча и конгломерата, а ови кристали имају тенденцију да буду најмање четири пута већи од минималне величине. На Антарктику, цируси се обично састоје само од стубова, а ови стубови су много дужи од уобичајених.
Научници су проучавали карактеристике цируса користећи неколико различитих метода. Један, детекција светлости и домет (LiDAR), даје веома прецизне информације о висини, дужини и ширини облака. Хигрометри који се носе балоном дају информације о влажности облака цируса, али нису довољно прецизни да измере дубину облака. Радарске јединице дају информације о висинама и дебљини цирусних облака. Други извор података су сателитска мерења из програма Експеримент са стратосферским аеросолом и гасом (SAGE). Ови сателити мере где се инфрацрвено зрачење апсорбује у атмосфери, а ако се апсорбује на висинама цируса, онда се претпоставља да на тој локацији има цирусних облака. Спектрорадиометар за снимање умерене резолуције (MODIS) Националне администрације за аеронаутику и свемир (NASA) такође даје информације о покривачу цирусних облака мерењем рефлектованог инфрацрвеног зрачења различитих специфичних фреквенција током дана. Током ноћи одређује покривач цируса детекцијом Земљине инфрацрвене емисије. Облак рефлектује ово зрачење назад на земљу, омогућавајући тако сателитима да виде „сенку“ коју баца у свемир. Визуелна запажања из авиона или са земље пружају додатне информације о цирусним облацима.

## Подела
Цируси се могу поделити на неколико врста и подврста:
- — перјасто-праменаст вретенаст
- — перјасто-праменаст кукаст
- — перјасто-праменаст збијен
- — перјасто-праменаст торњевит
- — перјасто-праменаст пахуљаст
- — перјасто-праменаст запетљан
- — перјасто-праменаст зракаст
- — перјасто-праменаст облика рибље кости
- — перјасто-праменаст двослојан